# مجمع‌الجزایر (فیلم)
مجمع‌الجزایر (انگلیسی: Archipelago) فیلمی در ژانر درام به کارگردانی جوانا هاگ است که در سال ۲۰۱۰ منتشر شد. از بازیگران آن می‌توان به تام هیدلستون و کریستوفر ویلیام بیکر اشاره کرد.